# Richard Kriese
Richard Kriese (* 23. September 1925 in Łódź, Polen; † 5. April 2019 in Gaggenau) war ein deutscher Baptistenpastor. Er wurde in den 1970er Jahren als Bundesevangelist des Bundes Evangelisch-Freikirchlicher Gemeinden und Seelsorger des Evangeliums-Rundfunks im gesamten deutschsprachigen Raum bekannt.

## Leben
Kriese arbeitete zunächst als Ingenieur, entschied sich dann jedoch für ein Studium der Theologie am Theologischen Seminar in Hamburg-Horn. Anschließend war er Gemeindepastor in den Baptistengemeinden in Witten und Herten. Von 1969 bis 1977 arbeitete er als Redakteur und Leiter der Seelsorge-Abteilung im Evangeliums-Rundfunk. Als Bundesevangelist seiner Freikirche bereiste Kriese bis zu seinem Ruhestand 1988 den gesamten deutschsprachigen Raum und etablierte mit seiner Evangelisationsmarke Evangelia die seinerzeit noch unübliche Methode der Großevangelisation in säkularen Räumlichkeiten wie Stadt- oder Turnhallen anstatt in Kirchensälen.  
Richard Kriese war nach dem Tod seiner ersten Ehefrau Berti 2001 seit 2003 in zweiter Ehe mit Angelika Kriese-Schultheiß verheiratet. Er wohnte zuletzt bis zu seinem Tod in Gaggenau und wurde in Wetzlar beerdigt.

## Werke
- Konkret gefragt, konkret geantwortet. (R. Brockhaus Verlag, 1974)
- Hand in Hand durchs Leben: Fragen und Antworten zum Thema Liebe und Familie. (Verlag der Francke-Buchhandlung, 1978)
- Wird unsere Welt im Chaos enden?. (Hänssler-Verlag, 1980)
- Ohne Angst in die Zukunft. (Verlag der Francke-Buchhandlung, 1975)
- Dein Leid ist nicht sinnlos. (Verlag der Francke-Buchhandlung, 1976)
- Jeder nach seiner Fasson?. (Hänssler-Verlag, 1974)
- Glaube aktuell: Fragen, Probleme, Antworten. (Johannis-Verlag, 1975)
- Okkultismus im Angriff. (Hänssler-Verlag, 1976)
- Dynamische Christusnachfolge: Den Anschluss nicht verpassen. (Oncken-Verlag, 1984)
- Ich hab da eine Frage. (R. Brockhaus Verlag, 1976)
- Besiegte Schwermut. (Verlag der Francke-Buchhandlung, 1974)
- Evangelistik. (Verlag für Kultur und Wissen, 1995)

## Tonträgerveröffentlichungen
- Gute Nachricht – Jesus befreit. (Gerth Medien, 1972)
- Glauben? – Mein Verstand protestiert!. (Jona-Verlag, 1981)
- Reinkarnation. (ERF-Verlag)